# Lettie Viljoen
Ingrid Gerda Winterbach, alias :  Lettie Viljoen  (Johannesburgo, 14 de febrero de 1948) escritora sudafricana en afrikáans.

## Biografía
Estudió filología afrikáans y neerlandesa y artes plásticicas en la Universidad de Witwatersrand (Johannesburgo) y de Stellenbosch. Trabajó un tiempo como periodista de Die Burger, y fue profesora de afrikáans y bellas artes en una escuela secundaria y en la universidad. Un año antes de la liberación de Nelson Mandela participó con otros escritores en el Congreso Nacional Africano de las cataratas Victoria de Zimbabue. Desde 1991 vive en la provincia de KwaZulu-Natal con su marido, el pintor Andries Gouws, pasó un año en los Países Bajos en 1995 y en California el año siguiente.

## Obra
- 1984: Klaaglied vir Koos
- 1986: Erf
- 1990: Belemmering
- 1993: Karolina Ferreira
- 1996: Landskap met vroue
- 1999: Buller se plan
- 2002: Niggie
- 2006: Die Boek van toeval en toeverlaat
- 2010: Die benederyk
- 2010 : Spyt (obra teatral)
- 2012 : Vuur (obra teatral)

## Premios
- Karolina Ferreira, 1994, 1997
- Hofmeyr, 2000
- Premio Hertzog, 2004
- Premio Hofmeyr, 2007
- Premio M-Net, 2007, 2011
- Premios NB-Uitgewers, 2012